# Сазонов, Матвей Петрович
Матве́й Петро́вич Сазо́нов (род. 1899, д. Серкино, Нолинский уезд, Вятская губерния, Российская империя — 1986) — директор Калужского государственного педагогического института, директор Московского областного педагогического института им. Н. К. Крупской, кандидат педагогических наук, доцент.

## Биография
Родился в 1899 году в деревне Серкино Вятской губернии. В 1928 году окончил Академию коммунистического воспитания им. Н. К. Крупской в Москве. Работал помощником заведующего по учебной части Московского педагогического института имени Карла Либкнехта, школьным учителем, а также консультантом Народного комиссара просвещения РСФСР. В 1943 году вступил в ВКП(б).
В 1952 году в Московском государственном педагогическом институте имени В. И. Ленина защитил диссертацию на тему «Борьба за осуществление всеобуча и дальнейшее укрепление советской школы в РСФСР в годы Великой Отечественной войны Советского Союза» на соискание учёной степени кандидата педагогических наук. После защиты диссертации — доцент этого института.

### Директор КГПИ
На должность директора КГПИ переведён из МГПИ им. В. И. Ленина, где работал заместителем директора. Руководил Калужским педагогическим институтом в период первой глубокой перестройки высшего образования, связанной с усилением практической направленности и политехнизацией обучения. Под руководством М. П. Сазонова решались важные проблемы: оборудования мастерских, дополнительных аудиторий, поиск базы практики. Например, тогда для студентов-химиков такой базой стал химический комбинат в г. Новомосковск Тульской области. Преподавательский состав института пополнился инженерами калужских предприятий.

### Директор МОПИ
В 1955 году переведён на должность директора Московского областного педагогического института, в которой проработал до 1960 года. Во время пребывания Сазонова на этом посту институту было присвоено имя Н. К. Крупской, утверждена именная стипендия имени Крупской. В период его руководства вузом открыты новые факультеты, расширена программа подготовки специалистов, в институте развивалась научно-исследовательская деятельность, студенческая самодеятельность (в частности, в 1956 году было образовано литературно-художественное объединение «Родник», через которое прошли Ю.С. Энтин, О.Г. Чухонцев, Г.И. Полонский, В.Н. Войнович и другие известные авторы). МОПИ в эти годы осуществлял подготовку учителей для образовательных учреждений не только Московской области, но и всей страны, тем самым обеспечивал реализацию реформ в сфере образования. 
В качестве директора Московского областного педагогического института возглавлял делегацию советских педагогов во время её визита в Бирму.
Впоследствии преподавал в Московском государственном заочном педагогическом институте.
Скончался в 1986 году, похоронен на Химкинском кладбище.

## Награды
- Два ордена «Знак Почёта» (1944 — «за успешную и самоотверженную работу по обучению и воспитанию детей в школах Российской Советской Федеративной Социалистической Республики»)[3]; (1953 — «за выслугу лет и безупречную работу»)[6];
- Значок «Отличник народного просвещения»;

## Комментарии
1. ↑  Деревня Серкино, относившаяся к Бурмакинской, затем — к Васильевской, в 1920-е годы — к Немской волости Нолинского уезда, в последующем входила в состав Васильевского сельсовета Кырчанского района; упразднена 4.9.1962, ныне — территория Немского района Кировской области[1].